# ويليام جيمس هيل
ويليام جيمس هيل هو سياسي كندي، ولد في 21 ديسمبر 1854 بتورونتو في كندا، وتوفي بنفس المكان في 11 أكتوبر 1922. حزبياً، نشط في الحزب الليبرالي في أونتاريو ‏. وقد انتخب عضو برلمان مقاطعة أونتاريو.